# Xanthophenax terebratus
Xanthophenax terebratus là một loài tò vò trong họ Ichneumonidae.